# ایتالیا آلمیرانته مانتسینی
ایتالیا آلمیرانته مانتسینی (ایتالیایی: Italia Almirante Manzini؛ ۳ ژوئن ۱۸۹۰ – ۱۵ سپتامبر ۱۹۴۱) بازیگر اهل ایتالیا بود.
از فیلم‌ها یا مجموعه‌های تلویزیونی که وی در آن‌ها نقش داشته‌است، می‌توان به هدا گابلر اشاره نمود.